# ماجد بن محمد بن راشد آل مكتوم
ماجد بن محمد بن راشد آل مكتوم (16 أكتوبر 1987) هو أحد أبناء الشيخ محمد بن راشد آل مكتوم نائب رئيس دولة الإمارات ورئيس مجلس الوزراء حاكم دبي.

## حياته
بدأ الشيخ ماجد تعليمه في دبي وتخرج من مدرسة راشد للبنين عام 2005. بعد تخرجه التحق الشيخ ماجد بأكاديمية ساندهيرست العسكرية الملكية في المملكة المتحدة. تم تكريمه بسيف الشرف عند تخرجه من الأكاديمية في عام 2007 من بين 484 طالبًا.
شارك الشيخ ماجد في عدد من المعسكرات العسكرية والندوات القيادية قبل التحاقه بأكاديمية شرطة دبي، حيث درس إدارة الأزمات الأمنية. استلهم أطروحته بعنوان "الإبداع في إدارة الأزمات تماشياً مع رؤية والده الشيخ محمد في دراسته في أكاديمية ساندهيرست العسكرية الملكية وأكاديمية شرطة دبي. تخرج من أكاديمية شرطة دبي في 18 نوفمبر 2009.